# 910
سنة 910 م كانت سنة بسيطة تبدأ يوم الإثنين (الرابط يظهر نموذج التقويم الكامل للسنة) من التقويم اليولياني. بدأت تسمية السنة ب910 منذ العصور الوسطى المبكرة، عندما أصبح تقويم أنو دوميني هو الأسلوب السائد في أوروبا لتسمية السنوات.

## مواليد
- أبو القاسم الشاهد

## وفيات
- أتينولف الأول من كابوا
- ألفونسو الثالث ملك أستورياس
- إبراهيم بن أحمد الشيباني الرياضي لغوي عراقي
- إسحاق بن حنين
- الجنيد البغدادي عالم صوفي